# Zuberec
Zuberec (ungarisch Bölényfalu, polnisch Zuberzec) ist eine Gemeinde in der Nordslowakei mit 1928 Einwohnern (Stand 31. Dezember 2024), die zum Okres Tvrdošín im Žilinský kraj gehört.

## Geographie

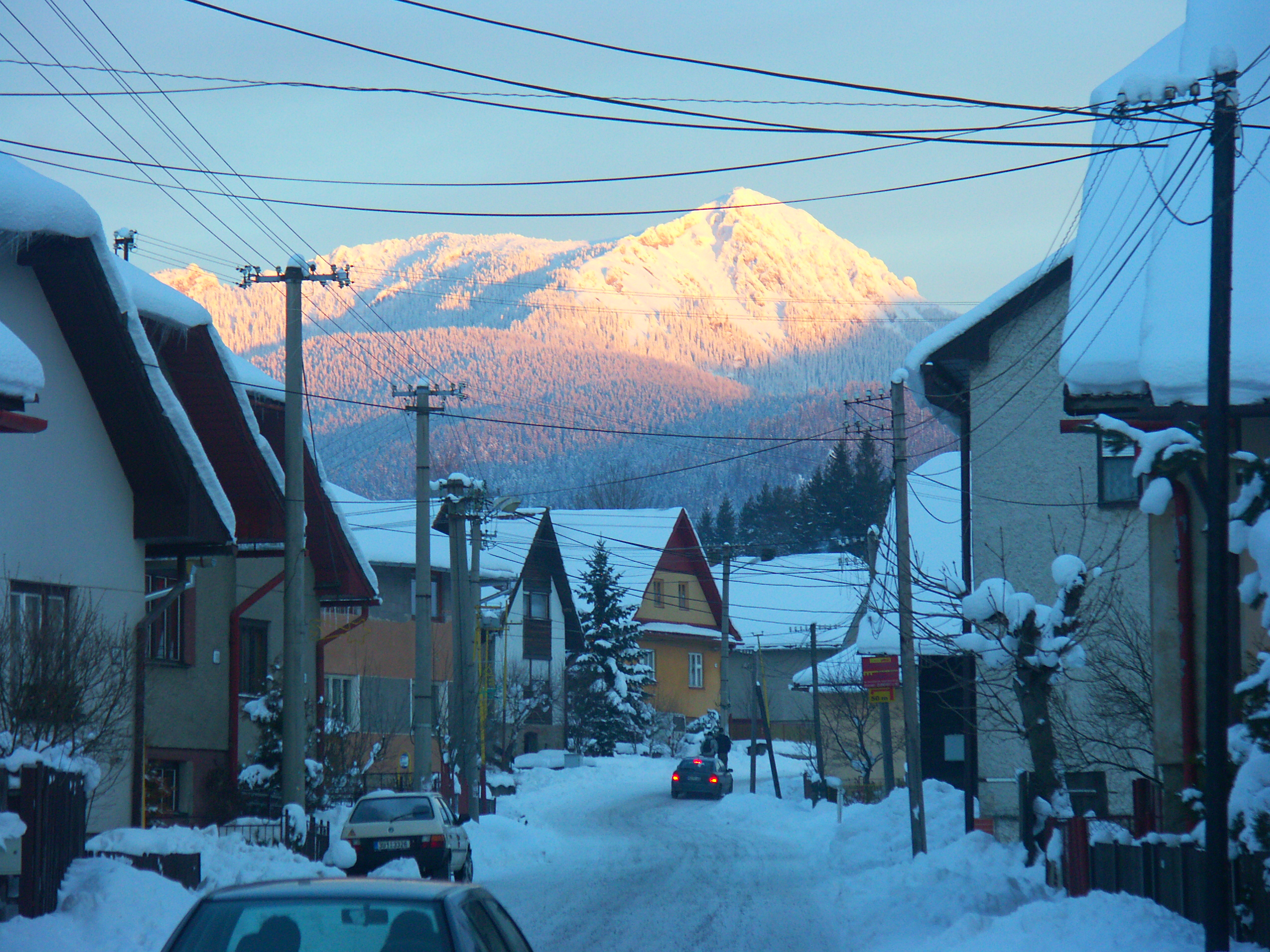
Zuberec im Winter

Die Gemeinde liegt im Tal des Baches Studený potok im Einzugsgebiet der Orava, zwischen dem nördlichen Fuß der Westtatra (Gebirgsstock Roháče) und dem Gebirge Skorušinské vrchy in der Landschaft Orava, nahe der Grenze zu Polen. Das Ortszentrum liegt auf einer Höhe von 760 m n.m. und ist 20 Kilometer von Tvrdošín und 36 Kilometer von Dolný Kubín entfernt.
Nachbargemeinden sind Habovka im Norden, Vitanová im Nordosten, Kościelisko (Ortschaft Witów, PL) im Osten, Jamník, Žiar, Jalovec und Bobrovec im Südosten, Liptovský Trnovec und Huty im Süden und Oravský Biely Potok im Westen.

## Geschichte

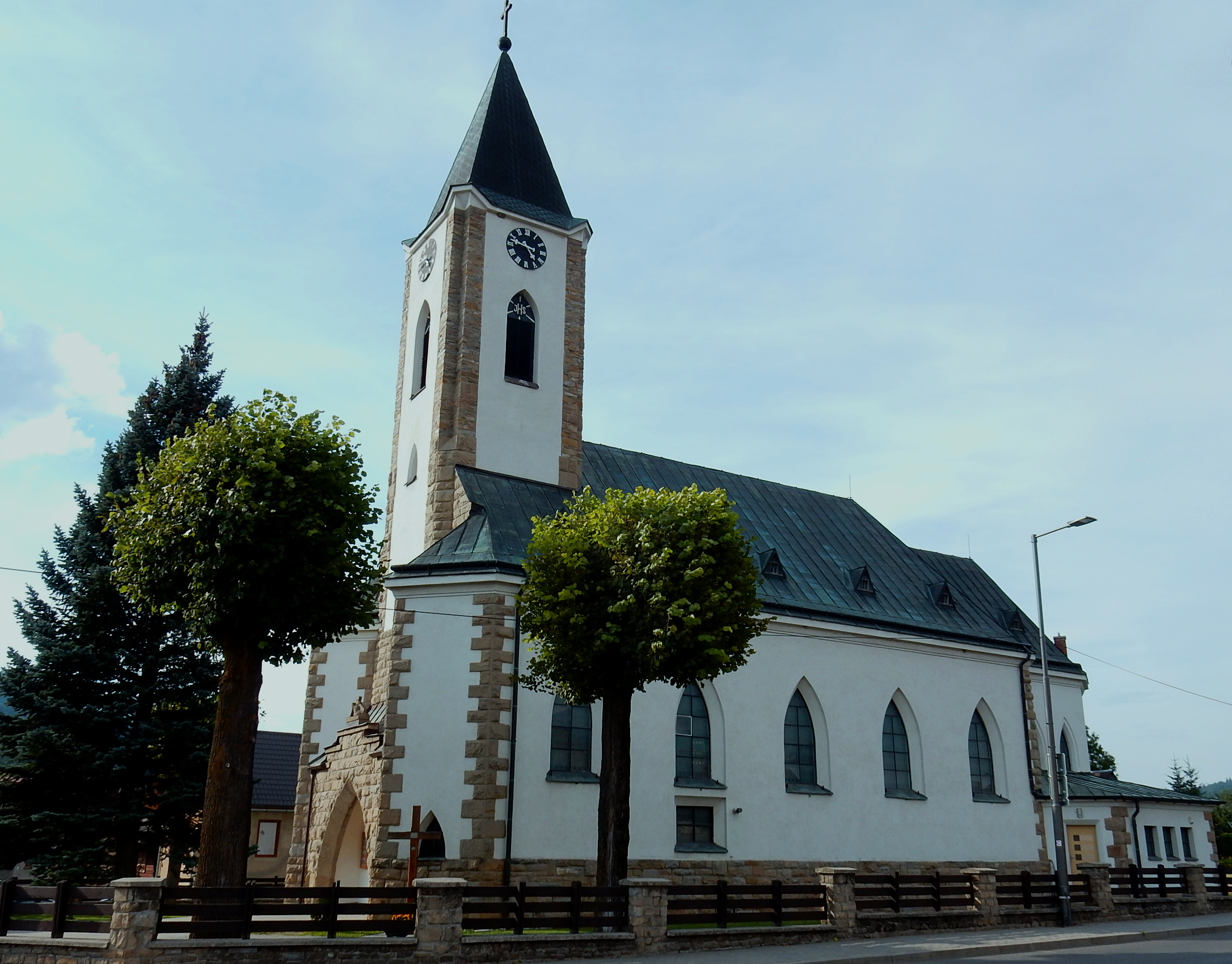
Wendelinuskirche

Der Ort wurde 1593 erstmals schriftlich als Zwberczyc erwähnt und wurde von Erbrichtern verwaltet. Das Dorf ging während des Aufstands von Stephan Bocskay unter, wurde aber kurz danach wieder besiedelt. 1683 erlitt Zuberec große Schäden durch durchziehende polnisch-litauische Truppen. 1715 wohnten hier 150 Einwohner, 1778 hatte die Ortschaft 332 Einwohner, 1828 zählte man 127 Häuser und 889 Einwohner, die als Kalkbrenner, Landwirte und Saisonarbeiter in anderen Landesteilen arbeiteten. Anfang des 20. Jahrhunderts gab es Pochwerke und eine Säge, die Weberei war weit verbreitet.
Bis 1918 gehörte der im Komitat Arwa liegende Ort zum Königreich Ungarn und kam danach zur Tschechoslowakei beziehungsweise heute Slowakei.
Der Name stammt von der slowakischen Bezeichnung des Wisents (zubor) ab.

## Bevölkerung
| Jahr                | 1994 | 2004    | 2014    | 2024    |
| ------------------- | ---- | ------- | ------- | ------- |
| Anzahl der Personen | 1682 | 1814    | 1840    | 1928    |
| Unterschied         |      | +7,84 % | +1,43 % | +4,78 % |

| Jahr                | 2023 | 2024    |
| ------------------- | ---- | ------- |
| Anzahl der Personen | 1945 | 1928    |
| Unterschied         |      | −0,87 % |

Nach der Volkszählung 2011 wohnten in Zuberec 1806 Einwohner, davon 1774 Slowaken, sieben Tschechen sowie jeweils ein Deutscher und ein Pole. 23 Einwohner machten keine Angabe zur Ethnie.
1717 Einwohner bekannten sich zur römisch-katholischen Kirche, fünf Einwohner zur Evangelischen Kirche A. B., vier Einwohner zu den Zeugen Jehovas, zwei Einwohner zur griechisch-katholischen Kirche und ein Einwohner zur reformierten Kirche. Ein Einwohner bekannte sich zu einer anderen Konfession, 34 Einwohner waren konfessionslos und bei 42 Einwohnern wurde die Konfession nicht ermittelt.

## Ortsbild

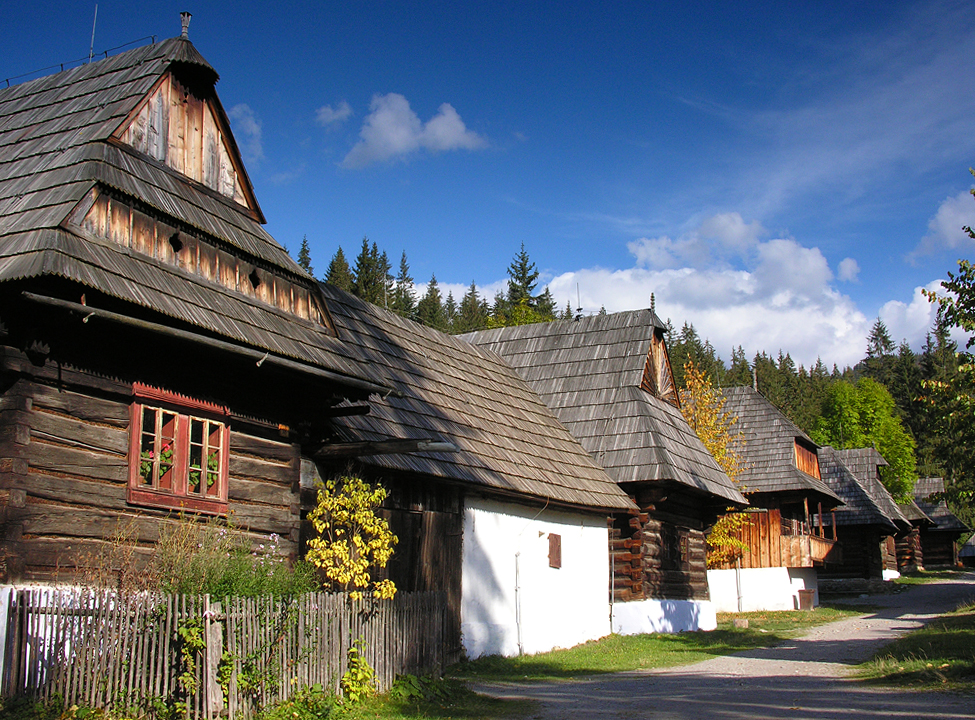
Museum des Orava-Dorfes

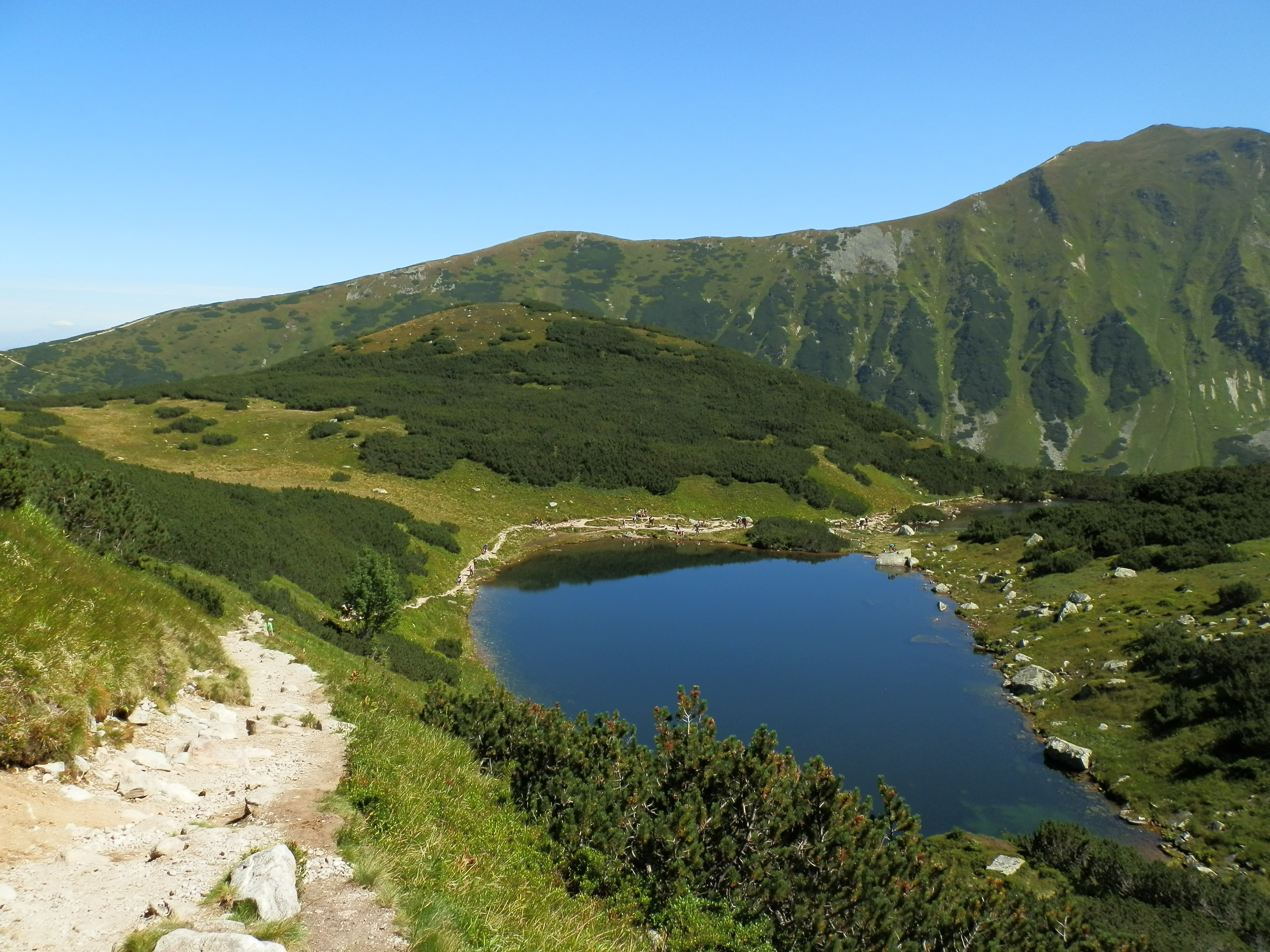
Einer der Gebirgsseen aus der Seegruppe Roháčske plesá

Am Ortsbild lässt sich noch sehr gut die Siedlungsstruktur als Waldhufendorf erkennen: ursprünglich lagen die Felder als Streifen direkt hinter den einzelnen Hofstätten. Im Ort selbst steht die römisch-katholische Wendelinuskirche aus dem Jahr 1933, ein Werk des Architekten Milan Michal Harminc. Das Freilichtmuseum Museum Orava liegt vier km östlich des Ortes. Am Freilichtmuseum findet jedes Jahr am ersten Augustwochenende das weit über die Region hinaus bekannte Folklore-Festival mit Jahrmarkt statt. Ganz in der Nähe des Freilichtmuseums befindet sich die Höhle Brestovská jaskyňa.
Zuberec ist zudem ein bedeutendes Wintersportgebiet: unmittelbar westlich des bebauten Ortsgebiets liegen Skigebiete Janovky und Milotín, etwa 10 km weiter östlich liegt bei Zverovka das Skigebiet Roháče-Spálená im Tal Roháčska dolina. Im Sommer kann man von Zverovka heraus Wanderungen in der Westtatra unternehmen, wie etwa zu den Gebirgsseen Roháčske plesá oder auf Berge wie Sivý vrch (1805 m n.m.), Brestová (1903 m n.m.), Ostrý Roháč (2088 m n.m.), Tri kopy (2136 m n.m.), Baníkov (2178 m n.m.) sowie einige weitere Zweitausender in der Gegend.

## Verkehr
Durch Zuberec verläuft die Cesta II. triedy 584 („Straße 2. Ordnung“) von Podbiel nach Liptovský Mikuláš. Der nächste Bahnhof ist ebenfalls in Podbiel, an der Bahnstrecke Kraľovany–Suchá Hora.